# Only (chanson de Nicki Minaj)
Pour les articles homonymes, voir Only.
Singles de Nicki Minaj
Touchin, Lovin
(2014) Bed of Lies
(2014)
Singles par Chris Brown
Hold You Down
(2014) Post to Be
(2014)
Singles par Drake
Tuesday
(2014) Sho Me Love
(2014)
Singles par Lil Wayne
Grindin'
(2014) Gotti
(2014)
Pistes de The Pinkprint
Feeling Myself
(5) Want Some More
(7)
Only est une chanson de la rappeuse et chanteuse américano-trinidadienne Nicki Minaj, en collaboration avec le chanteur américain Chris Brown, le rappeur canadien Drake et le rappeur américain Lil Wayne. Elle est sortie le 28 octobre 2014 en tant que troisième single extrait du troisième album studio de la rappeuse intitulé The Pinkprint. Sortie sous les labels Young Money Entertainment et Cash Money Records, la chanson est composée par les quatre artistes ainsi que les producteurs Dr. Luke, Cirkut et JMIKE, assistés sur la production du morceau par HBM et R. City.
Only culmine en 12e position du Billboard Hot 100 et atteint le sommet du classement Hot R&B/Hip-Hop Songs, devenant le quatrième titre de Minaj à atteindre cette position et faisant de Minaj la seule rappeuse à achever cet exploit. La chanson est plus tard certifiée triple disque de platine par la RIAA et reçoit une nomination pour le Grammy Award de la meilleure collaboration rap/chant lors de la 58e cérémonie des Grammy Awards.

## Développement et sortie
Dans une interview pour Capital Xtra en juin 2013, Minaj confie qu'elle espérait que Drake ferait une apparition sur son prochain album, continuant : « On est censé se retrouver cette semaine au studio pour concocter quelque chose. Je pense qu'il y aura un autre featuring sur l'album qui va époustoufler tout le monde. Je suis super excitée, mais bien sûr c'est un secret ! ». Le 26 octobre 2104, Minaj poste la pochette du single sur son compte Instagram, annonçant qu'il s'agissait du troisième single extrait de son prochain album The Pinkprint. L'illustration présente Minaj dans une combinaison en cuir noir de super-héroïne, Drake dans une tenue de Pape et Lil Wayne en smoking. Only est disponible en téléchargement numérique comme troisième single extrait de l'album le 28 octobre 2014.

## Composition et paroles
Only est produite notamment par Dr. Luke, avec qui Minaj avait collaboré sur son hit Starships en 2012. L'ingénieur du son de Minaj, Aubry "Big Juice" Delaine, fait part à RevoltTV en novembre 2019 de la réaction de la rappeuse lorsqu'ils ont reçu la voix de Chris Brown pour le couplet : « Je me souviens quand on a fait Only et qu'on a reçu les chants de Chris Brown. Elle sautait dans tous les sens et criait "C'est un putain de hit !" ».
Les paroles sont très sexuelles. Minaj ouvre Only avec son couplet, dans lequel elle « dément les rumeurs de relation sexuelles avec Lil Wayne et Drake » et finit « en faisant une allusion sortie de nulle part mais également pertinente à l'incident bizarre où Lance Stephenson avait soufflé dans l'oreille de LeBron James lors d'un match NBA ». Brown délivre un couplet à la « mettez les mains en l'air », puis Drake proclame « sa préférence pour les femmes bien en chair qui ressemblent à Claire Huxtable et aiment le déjeuner post-coït ». Wayne termine la chanson avec un couplet « qui démarre lentement mais évolue en un torrent de folie pure Wayne ».

## Lyric video
Une lyric video contenant des images inspirées du régime Nazi et de l'œuvre de Leni Riefenstahl est publiée le 7 novembre 2014 sur Youtube, deux jours avant le 25e anniversaire de la chute du mur de Berlin. Elle provoque de vives réactions, certains qualifiant la vidéo de scandaleuse et d'antisémite. De nombreux fans expriment leur indignation sur les réseaux sociaux, notamment Twitter et Tumblr,. 
Buzzfeed détaille la vidéo créée par Jeff Osborne : « Nicki est dépeinte en leader militaire puissante à la tête d'une armée qui ressemble étrangement à une bande d'officiers SS. Des drapeaux rouges affichent une version tordue de ses initiales dans le style d'une croix gammée apparaissent tout au long de la vidéo. Il y a un parking Nuremberg-esque pour ses tanks. Et ses soldats portent des brassards de style Nazi ». Osborne s'est inspiré du conspirationniste Alex Jones dans la création de la vidéo. Gawker remarque que bien que Nicki Minaj ne soit pas la première artiste à s'inspirer librement du nazisme, « généralement les artistes n'utilisent pas l'imagerie du régime d'Hitler en tant que compliment ». Lui-même juif, Drake est critiqué pour sa participation à la chanson.
Minaj émet plus tard une déclaration sur son compte Twitter : « Je n'ai pas eu l'idée de ce concept, mais je suis sincèrement désolée et prends l'entière responsabilité si qui que ce soit est offensé. Je ne tolèrerais jamais le nazisme dans mon art... ». Elle cite également le fait que Osborne est lui-même est juif. L'artiste derrière la vidéo, Jeff Osborne, refuse de s'excuser pour la vidéo et confirme que l'imagerie est bel et bien inspirée du nazisme : « Si mon travail est mal interprété parce que ce n'est pas un mélodrame à l'eau de rose, désolé mais pas désolé ». Ni Minaj ni Osborne ont adressé la critique de la sortie de la vidéo lors de l'anniversaire de la Nuit de Cristal. Nicki Minaj tweete également qu'Osborne s'est inspiré du clip vidéo Metalocalypse du groupe Dethklok pour la chanson The Gears ainsi que de Sin City dans la création de la vidéo. Brandon Small, créateur de Metapocalypse, a répondu à la comparaison en affirmant « Ils ont l'air d'être confus à propos de l'art » et a déconstruit les deux vidéos. Il ajoute également qu'il croit que Minaj n'avait pas de mauvaises intentions,.

## Clip vidéo
Le 17 novembre 2014, Minaj poste des photos des coulisses du tournage sur son compte Instagram pour promouvoir le clip. Le clip vidéo, réalisé par Hannah Lux Davis, sort le 12 décembre 2014 sur YouTube. Les quatre artistes évoluent dans une ambiance sadomasochiste, Minaj étant vêtue d'un justaucorps en dentelle noire, de talons aiguilles et tenant une cravache dans sa main, à l'image d'une dominatrice. DJ Khaled et Birdman font également un caméo.  
En mai 2020, le clip cumule 429 millions de vues. Le clip est diffusé en France après 22h avec la signalétique déconseillé aux moins de 10 ans (sur Trace Urban) ou 12 ans (sur MCM, MCM Top, M6 Music, CStar) ou sans signalétique (NRJ Hits) (en fonction des chaînes musicales).

## Accueil

### Accueil critique
LCI affirme qu'avec Only, Minaj « revient aux fondamentaux de sa carrière : le rap ». Carolyn Menyes du Music Times donne une critique positive : « Avec un sentiment cool de confiance et des rimes chantant ses propres louanges sexuelles et musicales, Minaj prend les rênes, introduisant les couplets tout aussi vulgaires et explosifs de Wayne et Drake ». Brennan Carley de Spin écrit qu'Only est Minaj au summum de l'intelligence et de la perversité, rappant des métaphores qui passeraient au-dessus de la tête de beaucoup de rappeurs tout en gardant un clin d'oeil malicieux sur son visage. Myles Raimer de Entertainment Weekly salue le rap de Minaj et la considère comme la meilleure partie de la chanson.
Chris Coplan de Consequence of Sound affirme que bien qu'il ne s'agisse pas du meilleur effort des trois rappeurs, la chanson « démontre bien comment leurs personnalités différentes et distinctes s'alimentent bien ensemble ». Drew Millard de Noisey salue le couplet de Wayne et dit que « Minaj continue à dépasser sa compétition de loin et ne laisse pas penser qu'elle s'arrêtera de si tôt ». Matthew Trammel de The Fader donne une mauvaise critique de la chanson, avançant que les lignes de Minaj sont « somnolentes » et paraissent « forcées ».

### Accueil commercial
Only entre en 5e position sur le Billboard Hot 100 et culmine en 12e position. Le semaine du 14 décembre 2014, la chanson passe de la 10e à la 1ère position dans le classement Hot R&B/Hip-Hop Songs, devenant le quatrième n°1 de Minaj et faisant d'elle la seule rappeuse à accomplir cet exploit. Minaj dépasse alors Missy Elliott. C'est aussi le douzième n°1 de Drake, le neuvième de Lil Wayne et le cinquième de Chris Brown. Le 17 août 2015, Only est certifié 3x platine par la RIAA. En juin 2016, la chanson s'était écoulée à 1 417 110 téléchargements aux États-Unis. 

## Performances
Minaj interprète le titre en direct pour la première fois le 6 décembre 2014 sur le plateau de Saturday Night Live ainsi que la première chanson de The Pinkprint, All Things Go. Le 30 mai 2015, elle interprète Only lors de l'iHeartRadio Summer Pool Party 2015 à Las Vegas. Le morceau fait partie de la setlist des tournées The Pinkprint Tour (2015) et The Nicki Wrld Tour (2019),.

## Récompenses et nominations
| Année | Cérémonie                        | Nomination                                           | Résultat   |
| ----- | -------------------------------- | ---------------------------------------------------- | ---------- |
| 2015  | BET Awards                       | Prix des téléspectateurs                             | Lauréat    |
| 2015  | Vevo Certified                   | 100 millions de vues                                 | Lauréat    |
| 2016  | ASCAP Rhythm & Soul Music Awards | Chanson R&B/hip-hop primée                           | Lauréat    |
| 2016  | BMI Urban Awards                 | Chansons R&B/hip-hop les plus jouées                 | Lauréat    |
| 2016  | Grammy Awards                    | Grammy Award de la meilleure collaboration rap/chant | Nomination |
| 2016  | Music Society Awards             | Enregistrement hip-hop de l'année                    | Nomination |

## Crédits
Crédits adaptés de Spotify.
- Onika Maraj : interprète, compositrice[40]
- Aubrey Graham : interprète, compositeur[40]
- Lil Wayne : interprète, compositeur[40]
- Chris Brown : interprète[40]
- Henry "Cirkut" Walter : compositeur, producteur[40]
- Lukasz "Dr. Luke" Gottwald : compositeur, producteur[40]
- Jeremy "JMIKE" Coleman : compositeur, producteur[40]
- Theron Thomas : compositeur[40]
- Timothy Thomas : compositeur[40]

## Classements mondiaux

### Classements hebdomadaires
| Classement (2014—15)                    | Meilleure position |
| --------------------------------------- | ------------------ |
| Australie (ARIA)                        | 62                 |
| Australie (Urban ARIA)                  | 9                  |
| Belgique (Flandre Ultratop 50 Singles)  | 39                 |
| Belgique (Flandre Ultratop R&B/Hip-Hop) | 14                 |
| Belgique (Wallonie Ultratop 50 Singles) | 34                 |
| Canada (Hot 100)                        | 20                 |
| Écosse (OCC)                            | 36                 |
| États-Unis (Hot 100)                    | 12                 |
| États-Unis (Hot Rap Songs)              | 1                  |
| États-Unis (R&B/Hip-Hop Songs)          | 1                  |
| États-Unis (Rap Streaming Songs)        | 1                  |
| États-Unis (Rhythmic)                   | 6                  |
| France (SNEP)                           | 102                |
| Royaume-Uni (UK Singles Chart)          | 35                 |
| Royaume-Uni (UK R&B Singles Chart)      | 4                  |

### Classements de fin d'année
| Classement (2015)              | Position |
| ------------------------------ | -------- |
| États-Unis (Hot 100)           | 51       |
| États-Unis (R&B/Hip-Hop Songs) | 16       |
| États-Unis (Rhythmic)          | 35       |

## Certifications
| Pays              | Certification | Ventes    |
| ----------------- | ------------- | --------- |
| États-Unis (RIAA) | 3 × Platine   | 3 000 000 |
| Royaume-Uni (BPI) | Argent        | 200 000   |

## Historique de sortie
| Région     | Date            | Format                   | Label                             |
| ---------- | --------------- | ------------------------ | --------------------------------- |
| États-Unis | 28 octobre 2014 | Téléchargement numérique | Young Money, Cash Money, Republic |
| États-Unis | 12 août 2014    | Radio rhythmique         | Young Money, Cash Money, Republic |
| États-Unis | 12 août 2014    | Radio urbaine            | Young Money, Cash Money, Republic |